# Creagra comorensis
Creagra comorensis är en fjärilsart som beskrevs av Collenette 1937. Creagra comorensis ingår i släktet Creagra och familjen tofsspinnare. Inga underarter finns listade i Catalogue of Life.